# Quasirotalia
Quasirotalia es un género de foraminífero bentónico de la familia Calcarinidae, de la superfamilia Rotalioidea, del suborden Rotaliina y del orden Rotaliida. Su especie tipo es Quasirotalia guamensis. Su rango cronoestratigráfico abarca el Plioceno.

## Clasificación
Quasirotalia incluye a la siguiente especie:
- Quasirotalia guamensis †